# Східна семінарія (Колката)

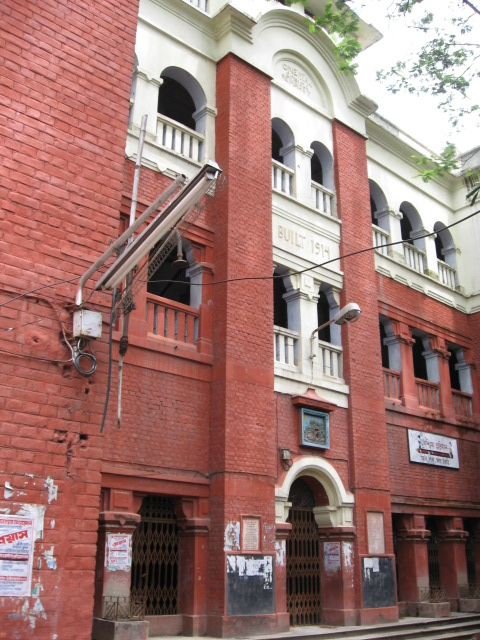
Східна семінарія, Колката

22°35′33″ пн. ш. 88°21′36″ сх. д. / 22.592499999921° пн. ш. 88.360099999616° сх. д.
Східна семінарія (англ. The Oriental Seminary) — духовний навчальний заклад, заснований в 1829 році, педагогом Гур Мохан Адді і стала першою приватною елітною школою для дітей індуських батьків в Колкаті, Індія. У школу приймали тільки хлопчиків індуських батьків. Східна семінарія була напевно першої індійської приватною школою, як Школа Хінду, пізніше відома як Коледж Хінду і повинна була дотримуватися певних урядових директив. У той час, студенти які бажали вивчати англійську мову повинні були відвідувати місіонерські школи, де вони зазнавали значного релігійного впливу. Заснування школи англійської мови, вільної від релігійного впливу, стало головною заслугою Адді. Традиційні індуські освітні центри, в яких навчали санскриту і перській мові стали зникати.

## Школа
Спочатку школа знаходилася в Беншохате. Потім, вона тричі змінювала своє місце розташування перш ніж розміститися в будівлі, яку вона займає і донині на вулиці Рабінара Сарани (стара назва Чітпер Роуд) в Джорасанко, яку часто помилково називають Чітпер. Школу урочисто відкрив губернатор Бенгалії лорд Кармайкл в 1914 році. Школа привернула більше учнів завдяки меншій вартості навчання на місяць — 3 рупії, по порівняно до Школи Хінду, де навчання коштувало 5 рупій.
У 1836 році в школі ввели ранкові уроки для дошкільнят. У 1839 році Бенгалі був введений як мова викладання. На численні прохання були відкриті три гілки навчального закладу в Чітпере, Бхованіпуре і Белорії. Класи для дівчат відкрилися у 1934. У класах середньої школи спільне навчання було введено у 1991 році. А у 1999 році будівлю побудовану Мартіном Берном було визнано пам'яткою старовини.
Перший голова Індійського Національного Конгресу, адвокат В. Ч. Банерджі був випускником і першим головою адміністративного управління школи до самої своєї смерті у 1906 році. Його наступником став Сір Ашутош Мукерджі, який займав пост голови адміністративного управління з 1907 по 1922 роки. У 1926 році Анні Безант стала головою щорічного зібрання школи.

## Засновник і вчителі
Гур Мохан Адді (20 січня 1805 — 3 березня 1846) відкрив школу без будь-якої підтримки зі сторони держави. У початкові класи він призначав викладачами євразійців, в середні — вчителів бенгальців, в старші він призначав висококваліфікованих англійців чи бенгальців. Він помер в результаті аварії на човні на річці Хугли, після повернення з Серампора, де він шукав вчителя для школи.
Шекспіролог Капітан Д.Л Річардсон викладав англійську мову в школі.

## Видатні учні
Східна семінарія була першою школою, яку почав відвідувати Рабіндранат Тагор. Перший досвід в школі викликав у юнака бажання стати вчителем. На перекір традиціям, він навчав з великої веранди розкішного Джорасанко Тхакур Барі.
Серед інших відомих випускників можна назвати Бгактісіддганта Сарасваті, Крішнадаса Пал, Кайлаш Чандра Бозе, Гиріш Чандра Гош, Вомеш Чандра Бонерджі, Сір Гурудас Банерджі, Самбхунат Пандіта, Амріта Лал Басу, Акшай Кумар Датта, Судхіндранат Датта, Джатіндранат Сенгупта, Свамі Абхедананда, Малайський Рой Чоудхурі і Чакраборті.